# 美国参议院外交委员会
美国参议院外交委员会（英語：United States Senate Committee on Foreign Relations），簡稱參院外委會，是美国参议院的常设委员会之一。外交委员会建立于1816年，是参议院历史最为悠久的委员会之一。
参议院外交委员会负责领导参议院的外交政策立法与讨论。它的职权包括监督与提供美国的对外援助、武器销售等，同时也负责审核国务院主要官员的提名。历史上，外交委员会曾讨论过许多重要的条约与立法，包括1867年阿拉斯加购地案、1945年联合国建立、1983年台湾前途决议案等。
现任参议院外交委员会主席为共和黨的愛達荷州参议员吉姆·里施。